# Szkókó
Szkókó Pécs egyik városrésze Bálics, Mandulás és Báránytető között.

## Nevének eredete
Szkókó, Szkalka (skalka = szikla) nevű szláv származású emberről kapta nevét, akinek itt birtoka volt. A pécsi polgárok lajstromában 1695-ben előfordul Mattheus Skoko nevű polgár. Madas József kutatásai alapján azt is meg lehet állapítani, hol lakott a Szkókó nevű család Pécsett a 18. század elején (a mai József utca 9-11.). A belvárosnak ezen a részén feltűnően sok horvát nyelvű (bosnyák) család élt. 1721-ben itt Makár János báró és ezredes iskolát alapított a horvátok részére. A pécsi Szkókó helynév a fenti adatok alapján tehát horvát nyelvű személy családnevét őrzi.

## Lásd még
- Makár